# Astram

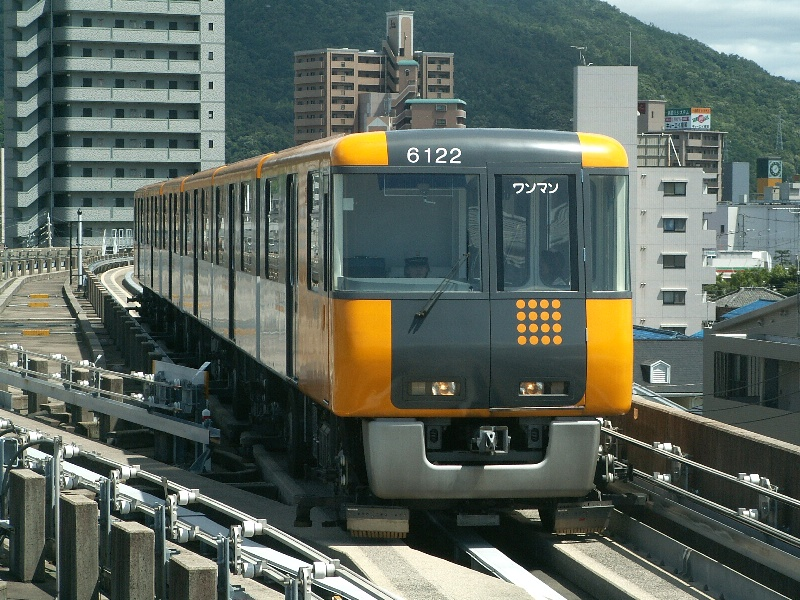
Ett tåg på Astram-linjen.

Astram-linjen är en stadsbana i form av betongbana med tåg på gummihjul som betjänar japanska staden Hiroshima. Banan drivs av Hiroshima Rapid Transit. Namnet Astram kommer från det japanska ordet asu, som betyder "imorgon".
Linjen går från Hondōri i centrala Hiroshima till Kōikikōen-mae i nordvästra förorterna.
Banan har 22 stationer och en längd på 18,4 km. Tågen drivs med 750 V likström.

## Historia
Astram öppnades till de asiatiska spelen, som hölls i staden 1994. Den 8 augusti samma år invigdes Astram.

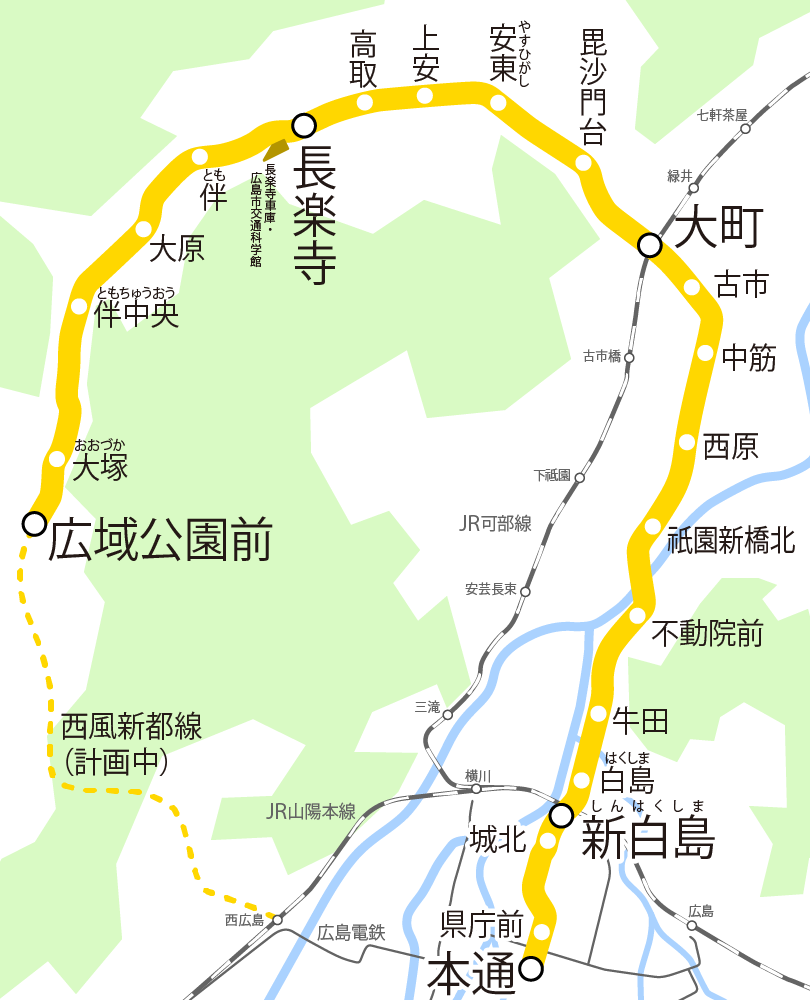
Linjekarta